# 진고케이운
진고케이운(일본어: 神護景雲)은 일본의 연호 중 하나이다. 이 연호를 끝으로 지금까지 4개 글자로 된 연호를 쓴 기록은 없다.
- 전후 : 덴표진고(天平神護) 이후 - 호키(宝亀) 이전.
- 시기 : 767년 ~ 769년
- 천황 : 쇼토쿠 천황

## 개원
- 덴표진고 3년 8월 16일(율리우스력 767년 9월 13일), 상서로운 구름(瑞雲)이 나타남에 따라 개원하여
- 진고케이운 4년 10월 1일(율리우스력 770년 10월 23일), 호키로 개원되었다.

## 진고케이운 시기에 일어난 일
- 4년
  - 쇼토쿠 천황이 사망했고, 도쿄(道鏡)는 시모쓰케(下野)로 좌천된다.

## 서력과의 대조표
| 진고케이운  | 원년       | 2년        | 3년        | 4년        |
| ----------- | ---------- | ---------- | ---------- | ---------- |
| 서기 (西紀) | 767년      | 768년      | 769년      | 770년      |
| 간지 (干支) | 정미(丁未) | 무신(戊申) | 기유(己酉) | 경술(庚戌) |

## 같이 보기
- 일본의 연호 일람

| 이전 덴표진고 | 일본의 연호 767년 ~ 769년 | 다음 호키 |